# Hiệp hội bóng đá Serbia
Hiệp hội bóng đá Serbia (tiếng Serbia: Фудбалски савез Србије / Fudbalski savez Srbije hoặc ФСС/FSS) là tổ chức quản lý, điều hành các hoạt động bóng đá ở Serbia. Hiệp hội quản lý đội tuyển bóng đá quốc gia Serbia, tổ chức các giải bóng đá như vô địch quốc gia và cúp quốc gia. Hiệp hội bóng đá Serbia gia nhập FIFA năm 1921 và UEFA năm 1954.